# The Brady Bunch

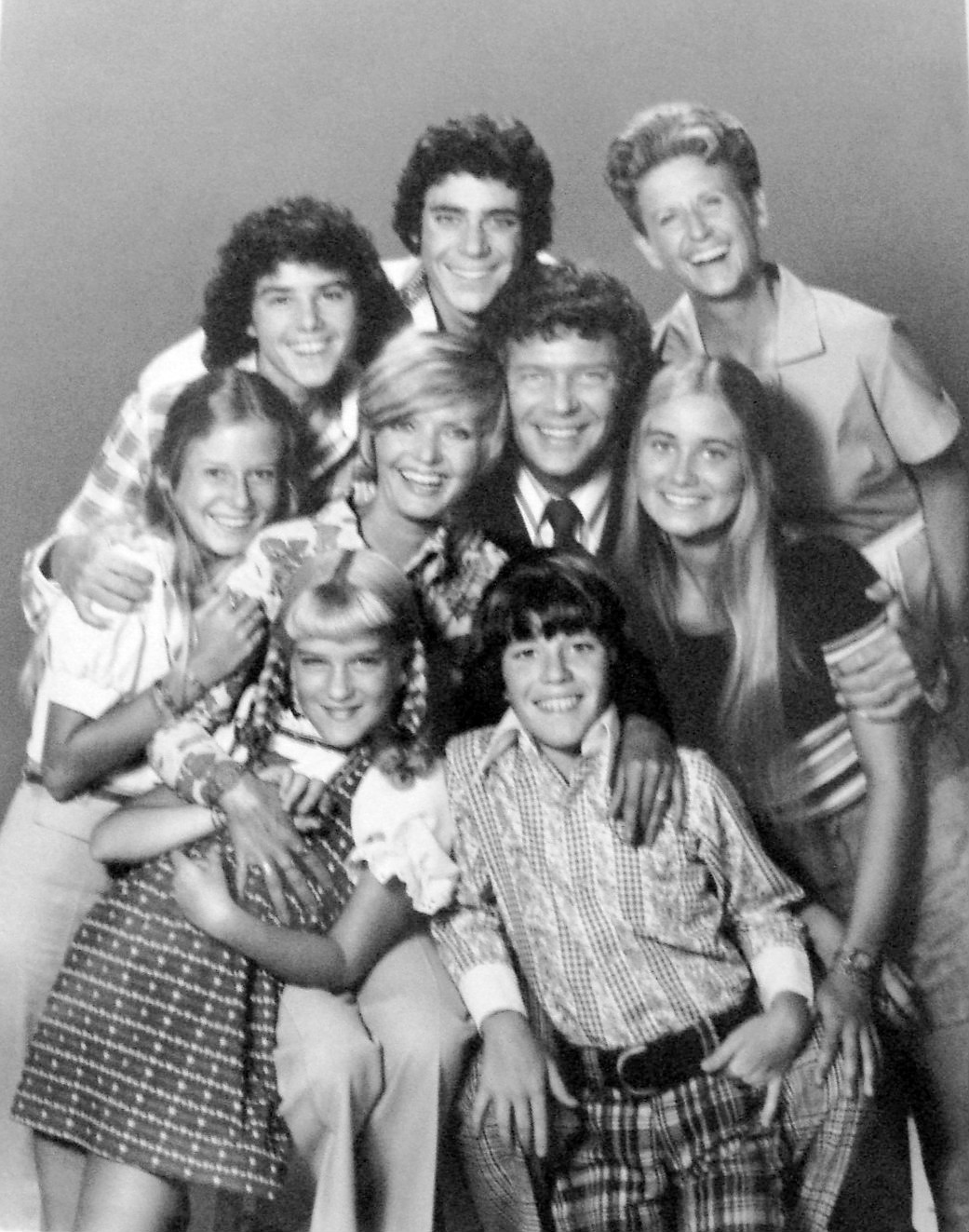
Cast van The Brady Bunch in 1973

The Brady Bunch is een Amerikaanse sitcom die van 1969 tot 1974 werd uitgezonden door ABC. Deze comedy, bedacht door Sherwood Schwartz, ging over een samengesteld gezin met zes kinderen. De serie leidde tot verschillende films waarin de hoofdrolspelers terugkeerden en een aantal spin-off-series.